# Nassarius splendidulus
Nassarius splendidulus är en snäckart som först beskrevs av Dunker 1846.  Nassarius splendidulus ingår i släktet nätsnäckor, och familjen Nassariidae. Inga underarter finns listade i Catalogue of Life.

## Bildgalleri

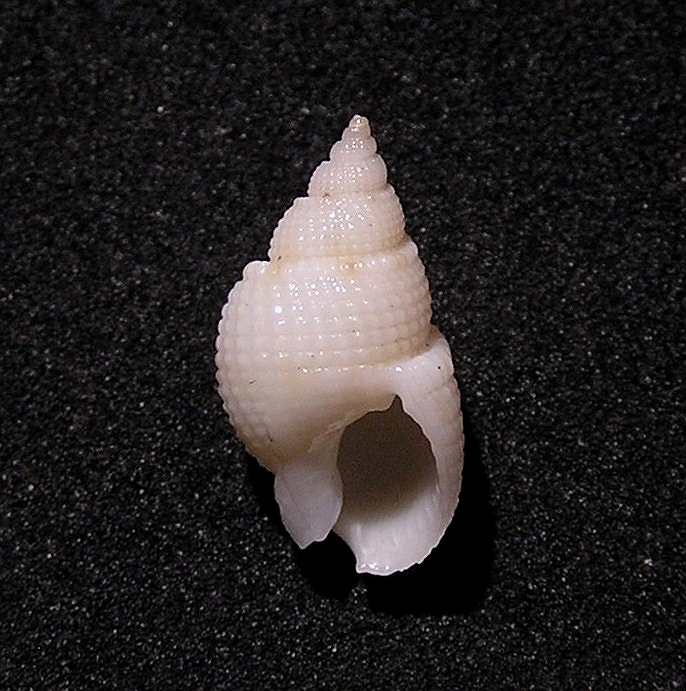
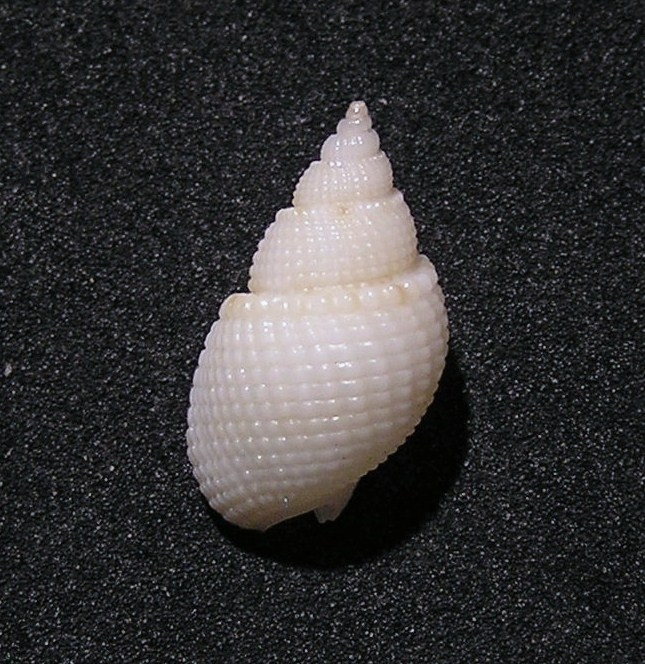